# Audrey Lamothe
Audrey Lamothe, född 18 februari 2005 i Laval, är en kanadensisk konstsimmare. 

## Karriär
Lamothe började med konstsim som femåring. Vid VM 2022 i Budapest slutade hon på nionde plats i det fria soloprogrammet och på 10:e plats i det tekniska soloprogrammet samt var en del av Kanadas lag som slutade på åttonde plats i det tekniska lagprogrammet.
Vid panamerikanska spelen 2023 i Santiago var Lamothe en del av Kanadas lag som tog brons i lagtävlingen. Vid VM 2023 i Fukuoka slutade hon på fjärde plats i det fria soloprogrammet och på sjätte plats i det tekniska soloprogrammet.
Vid VM 2024 i Doha slutade Lamothe på femte plats i det fria parprogrammet och på sjätte plats i det tekniska parprogrammet tillsammans med Jacqueline Simoneau samt var en del av Kanadas lag som slutade på sjätte plats i det tekniska lagprogrammet. Vid olympiska sommarspelen 2024 i Paris slutade hon på nionde plats tillsammans med Jacqueline Simoneau i partävlingen samt var en del av Kanadas lag som slutade på sjätte plats i lagtävlingen.